# Тэсс из рода д’Эрбервиллей
«Тэсс из ро́да д’Э́рбервиллей: чи́стая же́нщина, правди́во изображённая» (англ. Tess of the d'Urbervilles: A Pure Woman Faithfully Presented) — роман Томаса Харди, впервые опубликованный в 1891 году. Изначально появился в подвергшейся сильной цензуре и сериализированной версии, опубликованной британской иллюстрированной газетой, The Graphic. Сейчас считается классикой английской литературы, хотя он в своё время получил противоречивые отзывы, шокировав читателей Викторианской эпохи. Исходная рукопись сейчас выставлена на показ в Британской библиотеке, и можно увидеть, что изначально она имела название «Дочь д’Эрбервиллей». В 2006 году роман был включён в список The Big Read, основанный на опросе, проведённом BBC, и получил в нём 26-е место.
Эпиграфом к этому произведению служат слова У. Шекспира: «…Бедное поруганное имя! Сердце моё, как ложе, приютит тебя».

## Сюжет
Действие романа происходит в английской провинции второй половины XIX века. По сюжету в долине Блэкмор в деревне Марлотт живёт семья Дарбейфилд. Однажды глава семейства, Джон, случайно узнаёт, что их семья является всем, что осталось от древней рыцарской семьи д’Эрбервиллей, ведущей свой род от сэра Пэгана д’Эрбервилля, «что приехал из Нормандии с Вильгельмом Завоевателем». Вследствие этого Джон забрасывает работу и проводит основное время в местных кабаках.
Опорой семьи становится Тэсс Дарбейфилд, старшая дочь Джона. Это молодая, нежная, красивая девушка вынуждена взвалить на свои плечи бремя тяжких забот о своих родных, и когда их подвыпивший отец был не в состоянии рано утром везти на ярмарку ульи, Тэсс со своим младшим братом сами отправляются в путь, однако в результате несчастного случая на дороге их лошадь погибает. Семья оказывается на грани нищеты, так как животное было их кормилицей. Тэсс винит себя во всём случившемся и решает хоть как-то помочь своим родителям. Джоан Дарбейфилд, мать Тэсс узнаёт, что неподалёку от их деревни живёт богатая миссис д’Эрбервилль. Джоан решает, что эта дама их родственница и хочет отправить к ней Тэсс, чтобы последняя рассказала об их родстве и попросила помощи.
Тэсс соглашается и отправляется к миссис д’Эрбервилль, но в поместье она встречает не хозяйку, а её сына Алека. Молодой человек обращает внимание на красоту Тэсс, начинает за ней ухаживать и выслушав её историю, обещает, что поможет ей найти работу.
Тэсс уезжает и даже не догадывается, что Алек не кто иной, как самозванец, покойный отец которого присоединил к своей фамилии Сток более аристократическую д’Эрбервилль.
Алек поручает Тэсс работу в птичнике на территории поместья его матери. Он сначала ухаживает за Тэсс, а позже меняя тактику, пытается добиться доверия с её стороны и стать её другом. Постепенно девушка перестаёт дичиться своего «родственника» и между ними устанавливаются дружеские отношения. Однако сам Алек преследует другие цели и насилует Тэсс.
Спустя несколько месяцев девушка возвращается домой и рассказывает матери о своей беде, однако Джоан вскоре успокаивается, считая, что Тэсс не первая и не последняя, с кем когда-либо случалось или случится подобное несчастье. Однако забыть о произошедшем Тэсс не может, тем более что она рожает ребёнка от своего насильника. Но мальчик оказывается настолько слаб, что его жизнь висит на волоске, и мать решает немедленно окрестить его, однако Джон Дарбейфилд не допускает в дом священника, и Тэсс проводит собственный обряд крещения. Младенец всё же умирает, но священник отказывает матери в христианском погребении её сына, и она вынуждена похоронить младенца рядом с самоубийцами и пьяницами.
После смерти сына Тэсс решает начать новую жизнь. Она отправляется на ферму на мызу Тэлботейс работать доильщицей. У девушки появляются новые знакомые и друзья, также она знакомится с Энджелом Клэром. Этот молодой человек, будучи сыном священника, избрал для себя профессию фермера и решил на практике ознакомиться со всеми отраслями сельского хозяйства. Тэсс вспоминает, что раньше видела Энджела на празднике в своей родной деревне. В молодого мистера Клэра влюблены Мэрион, Рэтти и Изз — товарки девушки, однако он оказывает знаки внимания Тэсс. Во время пребывания на мызе оба понимают, что испытывают друг к другу нечто большее, чем обычная симпатия. Энджел видит в девушке идеал женщины — нежной, чистой, искренней. Он предлагает Тэсс стать его женой, но она долго и упорно отказывается, потому что боится, что возлюбленный узнаёт тайну о её прошлом. Однако Тэсс не может пойти против сердца и даёт согласие на предложение Энджела.
После венчания молодые уезжают на мельницу, где Энджел планирует продолжить своё обучение. Тэсс рассказывает мужу всю правду о себе. Энджел поражён: он не может простить Тэсс и предлагает ей некоторое время пожить врознь. Он оставляет жене некоторую сумму денег, а сам уезжает в Бразилию, чтобы разобраться в себе и в своих чувствах.
Тэсс возвращается домой и отдав родителям те деньги, которые оставил ей муж, сама отправляется подёнщицей на ферму. Работа изнуряет её и приносит копейки, поэтому Тэсс идёт к отцу мужа, к которому Энджел советовал ей обращаться в случае нужды. Однако она не застаёт свёкра дома и возвращается на ферму ни с чем. По дороге она встречает методистского священника, в котором узнаёт своего насильника — Алека д’Эрбервилля. Алек также узнаёт Тэсс, и забытые чувства вспыхивают в нём вновь. Девушка не может избежать настойчивого преследования коварного злодея. Он уходит из проповедников и просит Тэсс стать его женой.
Из Марлотта приходит весть, что Джоан Дарбейфилд больна. Тэсс возвращается домой. Мать выздоравливает, однако отец умирает из-за болезни сердца. Семья лишается крыши над головой и оказывается на грани нужды. Алек д’Эрбервилль узнав о трудном положении родных Тэсс, обещает, что если она станет его женой, он обеспечит не только её, но и её семью. Девушка пишет письмо мужу, в котором умоляет его приехать и избавить от брака с её насильником. Но ответа на письмо не следует.
Тем временем Энджел, разобравшись в своих чувствах и простив Тэсс, решает вернуться в Англию. Узнав о последнем письме жены он едет в Марлотт, но узнаёт, что семья уехала из этих мест. Ему удаётся разыскать Джоан Дарбейфилд и та сообщает ему, что Тэсс живёт в Сэндборне. Энджел находит жену и встречается с ней, однако та сообщает ему, что вынуждена была вернуться к Алеку и теперь уже ничего изменить нельзя. Поражённый Энджел уходит, однако вскоре его догоняет Тэсс. Она рассказывает ему, что не смогла больше терпеть своих мучений и убила Алека. Вместе они скрываются от людей, скитаются по лесам, наслаждаются своим счастьем и не думают о будущем. Однако счастье не может быть вечным, и полиция настигает девушку. Перед прощанием Тэсс просит мужа после её смерти жениться на её младшей сестре, её живом подобии — Лизе Лу.
Тэсс берут под стражу. Роман заканчивается тем, что Энджел и его свояченица наблюдают с соседнего холма за тем, как над тюремной башней поднимается чёрный флаг и свершается правосудие над Тэсс. Затем они берутся за руки и идут дальше.

## Символизм и темы
Тексты Харди часто иллюстрируют «боль модернизма» (англ. ache of modernism), и эта тема присутствует в «Тэсс из рода Д’Эрбервиллей», и, как заметил критик Дейл Креймер, изображает «энергию традиционных путей и силы, разрушающие их». Харди описывает современную сельскохозяйственную технику в инфернальном образе; также, в дневнике, он отмечает, что молоко, которое посылают в город, сначала мешают с водой, потому что проживающие в городе не могут переварить цельное молоко. Среднеклассовая брезгливость Энджела заставляет его отвергнуть Тэсс, женщину, которую Харди часто изображает, как своего рода Еву Уэссекса, находящуюся в гармонии с природой. Когда он удаляется от неё и отправляется в Бразилию, красивый молодой человек заболевает настолько, что превращается в «жёлтый скелет» (англ. mere yellow skeleton). Все эти примеры обычно интерпретируются, как негативные последствия отделения человека от природы, как создание разрушительных механизмов, так и неспособность наслаждаться чистой природой. Однако критик-марксист Реймонд Уильямс в English Novel From Dickens to Lawrence сомневается в том, что проблемы главной героини кроются в индустриализме. Тесс не является крестьянкой, она является образованной участницей рабочего класса: она страдает от того, что её стремлению к хорошей жизни (включающей любовь и секс) мешают, но помеха не «индустриализм», а местная буржуазия (Алек), либеральный идеализм (Энджел) и христианский морализм в её семейном поместье (см. Главу 51).
Другая важная тема, поднимаемая в романе, это двойные стандарты секса, жертвой которых становится Тесс; несмотря на то, что она, по мнению Харди, является по-настоящему хорошей женщиной, она презираема обществом после того, как потеряла девственность до брака. Харди играет роль единственных друзей Тесс, многозначительно озаглавив книгу «чистая женщина, правдиво изображённая», и поставив в эпиграф слова Шекспира из пьесы Два веронца: «О сладостное раненое имя! Лежи отныне на моей груди, пока твои не исцелятся раны.» Однако хотя Харди явно критикует викторианские понятия о женской чистоте, двойные стандарты также делают возможной трагедию главной героини, и служат механизмом дальнейшей судьбы Тесс. Харди разнообразно намекает, что Тесс должна страдать во искупление ошибок её предков, либо чтобы предоставить развлечение для богов, или же она обладает малым, но трагическим недостатком, унаследованным от древнего клана.
Благодаря многочисленным неоязыческим и необиблейским отсылкам к ней, Тесс часто рассматривалась, как богиня Земли или как принесённая в жертву. ранее в рассказе она принимает участие в фестивале, посвящённом Церере, богине урожая, и когда она проходит крещение, она избирает отрывок из Книги Бытия вместо более традиционных строк из Нового Завета. В конце, когда Тесс и Энджел приходят к Стоунхенджу, во времена Харди бывшее языческим храмом, она добровольно ложится на алтарь, осуществляя свою судьбу в качестве человеческой жертвы.
Этот символизм представляет Тесс, как персонификацию природы — прекрасную, плодовитую и эксплуатируемую — в то время, как животный образ по всей пьесе усиливает ассоциацию. Примерам нет числа: неудачи Тесс начались, когда она засыпает, направляясь на рынок на коне, что привело к смерти лошади; у Трантридж она становится хранительницей птиц; она и Энджел влюбляются на фоне коров в плодородной долине Фрум; и по дороге во Флинткомб-Эш она убивает раненых фазанов, чтобы положить конец их страданиям. В любом событии Тесс выступает как символ не из-за общей символики, но потому что «чувства Харди к Тесс были очень сильными, может быть даже сильнее, чем к каким-либо ещё изобретённым им персонажам».

## Адаптации

### Театр
Харди лично выбрал Гертруду Баглер, девочку из Дорчестера, состоявшую в оригинальной группе Игроки Харди, чтобы играть Тесс в первой театральной адаптации романа; он даже написал сценарий в 1924 году. Игроки Харди (реформированные в 2005 году сестрой Баглер, Норри) были любительской группой из Дорчестера, которые разыгрывали действия романов. Игра Баглер была очень высоко оценена, но на сцену в Лондоне её не пустила жена Харди, Флоренс Дагдейл, которая ревновала её; Харди сказал, что юная Гертруда была истинным воплощение Тесс, как он её представлял. За годы до написания романа Харди был вдохновлён красотой её матери Августы Вэй, тогда 18-летней дояркой, когда он навещал ферму отца Августы в Бокхемптон. Харди вспоминал её, когда писал роман. Когда Харди увидел Баглер (он присутствовал на репетиции Игроков Харди в отеле, устраиваемую её родителями), он немедленно узнал её, как юный образ теперь уже повзрослевшей Августы.
Роман более чем успешно был адаптирован для постановки три раза.
- В 1897 году поставленная Лоримером Стоддардом, работа произвела триумф на Бродвее. Главную роль сыграла Минни Маддерн Фиск. Позже постановка была восстановлена в 1902 году и позже была адаптирована в кино Адольфом Цукором в 1913 году, но копий не осталось.
- В 1946 году состоялась адаптация Рональда Гоу, произведшая триумф на Вест Енд, в которой снялась Уэнди Хиллер.
- В 2007 году вышла постановка «Tess, The New Musical» (рок-опера), со словами, музыкой и либретто Анни Паскуа и Дженны Паскуа.
- В 2010 году новая рок-опера, так же названная Тесс. Музыку, слова и либретто снова были написаны Анни и Дженной Паскуа.
- В 2012 году «Тесс из рода д’Эрбервиллей» была адаптирована для мюзикла Юным Музыкальным Театром в Великобритании для показа в летнем сезоне.

### Опера
В 1906 году вышла итальянская опереточная версия, написанная Фредериком д’Эрлангером, впервые была поставлена в Неаполе, но сорвалась из-за извержения Везувия. Когда опера была поставлена в Лондоне тремя годами позже, Харди посетил премьеру будучи в возрасте 69 лет.

### Экранизации
Роман экранизировался, по крайней мере, восемь раз (три фильма для общего представления в кинотеатрах и четыре в виде телевизионных постановок).

#### Фильмы
- 1913 — «утерянная» немая версия, упомянутая ранее (см. «Театр»). В главной роли снялась Минни Маддерн Фиск, в роли Алека снялся Дэвид Торренс.[12]
- 1924 — другая немая экранизация, снятая с участием Бланш Свит (Тесс), Стюарта Холмса (Алек) и Конрада Нэгела (Энджел).[13]
- 1979 — «Тэсс», режиссёр Роман Полански; в главной роли — Настасья Кински. Алека сыграл Лей Лоусон, Энджела сыграл Питер Ферт.[14]
- 1996 — фильм Раджива Капура Prem Granth. Главные роли сыграли Мадхури Дикшит, Риши Капур и Шамми Капур. В прокате фильм провалился.
- 2011 — «Красавица из трущоб», режиссёр Майкл Уинтерботтом; в главной роли — Фрида Пинто.[15]

#### Телевидение
- 1952 год: BBC TV выпустила сериал, режиссёром которого стал Майкл Хендерсон. В главных ролях снялись Барбара Джеффорд (Тесс), Майкл Элдридж (Алек) и Дональд Экклз (Энджел).[16]
- 1960 год: ITV, ITV Play of the Week, сериал под названием «Тесс». Режиссёром стал Майкл Куррер-Бриггс, в главных ролях снялись Джеральдин Макьюэн (Тесс), Морис Кауфман (Алек) и Джереми Бретт (Энджел).[17]
- 1998 год: London Weekend Television сняла трёхчасовой мини-сериал Tess of the D’Urbervilles, срежиссированный Йеном Шарпом. В главных ролях снялись Джастин Уодделл (Тесс), Джейсон Флеминг (Алек) и Оливер Милбёрн (Энджел).[18]
- 2008 год: Четырёхчасовая адаптация канала BBC, сценарий для которой писал Дэвид Никколс, показанная в Великобритании в сентябре и октябре 2008 года (в четырёх частях),[19] и в США на канале PBS в передаче Mastrepiece Classic в январе 2009 года (в двух частях).[20] Актёрский состав включал Джемму Артертон (Тесс), Ханса Мэтисона (Алек), Эдди Редмэйна (Энджел), Руфь Джонс (Джоан), Анну Мэсси (миссис д’Эрбервилль) и Кеннета Кранэма (преподобный Джеймс Клэр).[21][22]

#### Музыка
2015 год: На основе книги была написана песня «Tess-Timony» группы Ice Nine Kills. Она входит в альбом «Еvery Тrick In Тhe Вook», где каждая песня написана на основе литературных произведений.